# Ehemaliges Rathaus von Vlamertinge

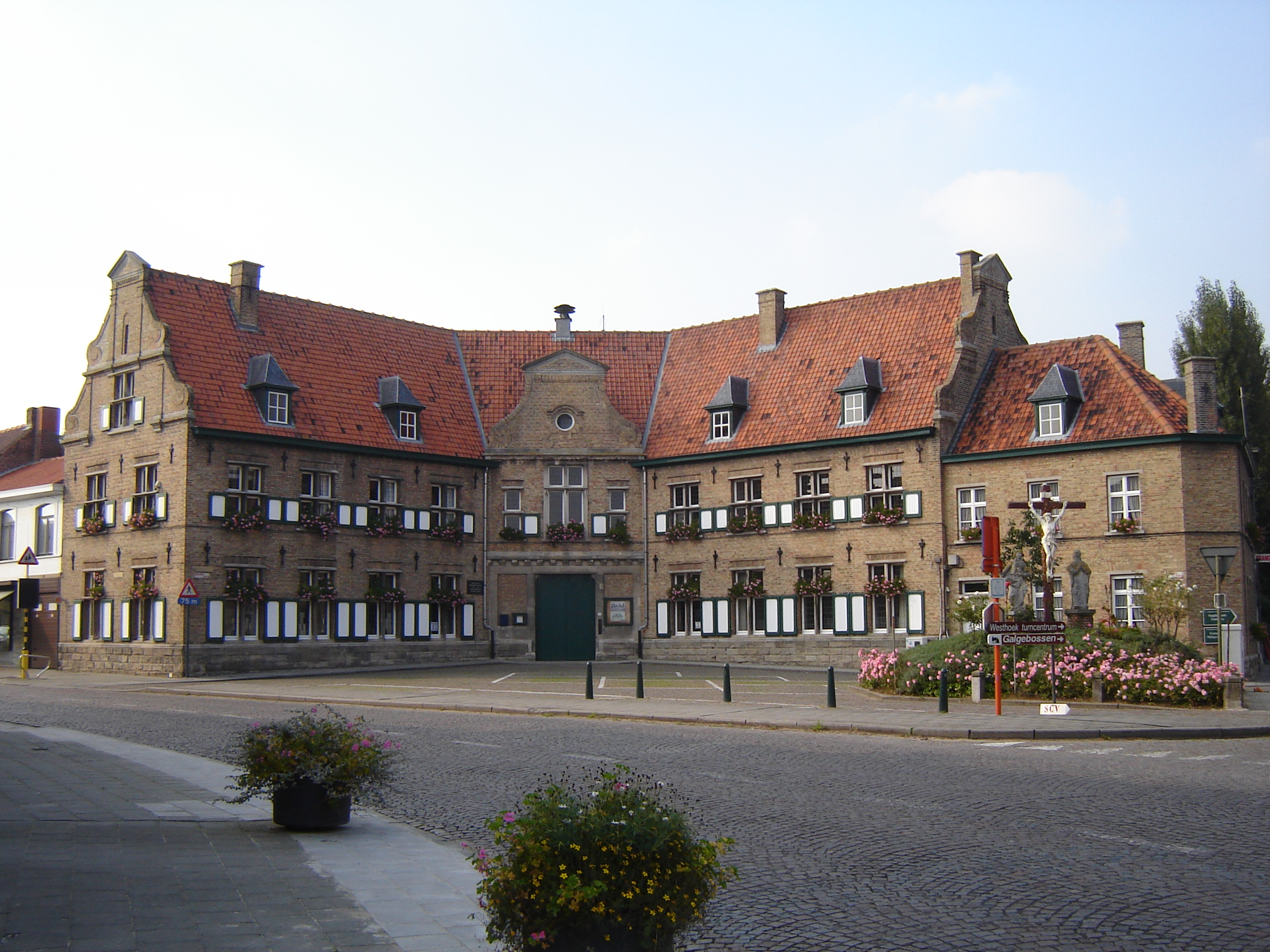
Ehemaliges Rathaus von Vlamertinge, 2008

Das ehemalige Rathaus von Vlamertinge, einem Stadtteil von Ypern, wurde 1922 nach einem Entwurf der Architekten Guillaume Veraart und Ernest Richir erbaut. Das Rathaus hat einen klaren neo-flämischen Renaissance-Stil und liegt am Sixplein. Auf der rechten Seite des Gebäudes befindet sich das Haus des Rangers und des ehemaligen Feuerwehrhauses. Früher war eine Schule vor Ort.
Es ist das zweite Rathaus, das Vlamertinge kennt. Das Original ist ein Entwurf des Architekten G. Lernould aus Ypern. Hier trafen Feldmarschall Ferdinand Foch und John French während des Ersten Weltkriegs zusammen. Das Gebäude befand sich an der Ecke des Poperingseweges und der H. Verrieststraat, wurde aber durch den Einschlag einer Granatkanone zerstört.
Der Platz vor dem ehemaligen Rathaus wurde nach Joris Six benannt, einem Geistlichen, der als Bischof in den Kongo ging.